# هيزل ميدينا
هيزل ميدينا (بالإنجليزية: Hazel Medina)‏ هي عاملة اجتماعية وممثلة أمريكية، ولدت في 8 أكتوبر 1937 في كولون في بنما، وتوفيت في 14 فبراير 2012 في نيويورك في الولايات المتحدة بسبب ورم نخاعي متعدد.

## وصلات خارجية
- هيزل ميدينا على موقع IMDb (الإنجليزية)
- هيزل ميدينا على موقع قاعدة بيانات الفيلم (الإنجليزية)